# Marie Zimmermann (Intendantin)
Marie Zimmermann (* 27. Dezember 1955 in Simmerath; † 18. April 2007 in Hamburg) war eine deutsche Dramaturgin und Intendantin.

## Leben
Zimmermann studierte Germanistik, Philosophie und Soziologie an der Universität Aachen. Danach arbeitete sie zunächst als freie Journalistin und Pressereferentin sowie als Lehrbeauftragte für Literaturwissenschaft und Deutsch als Fremdsprache.
Ab 1985 wandte Zimmermann sich dem Theater zu. Unter anderem war sie an der Württembergischen Landesbühne Esslingen, an den Städtischen Bühnen Freiburg und am Staatstheater Stuttgart als Dramaturgin tätig. Von 1997 bis 2000 war sie künstlerische Direktorin des internationalen Festival Theaterformen, welches von den Staatstheatern Braunschweig und Hannover gemeinsam mit der Expo 2000 ausgerichtet wurde und bei dem es zu mehrfachen Koproduktionen mit den Wiener Festwochen kam. Von 2001 bis zu ihrem Tod war sie Schauspieldirektorin der Wiener Festwochen unter Intendant Luc Bondy. Im Juli 2005 leitete Zimmermann das Stuttgarter Festival Theater der Welt.
Am 28. Februar 2006 wurde Zimmermanns Berufung zur Intendantin der RuhrTriennale 2008 bis 2010 als Nachfolgerin von Jürgen Flimm bekanntgegeben.

## Persönliches
Seit 1999 war sie mit dem Intendanten Friedrich Schirmer verheiratet. Beide hatten sich bereits 1984 kennengelernt.
Marie Zimmermann, die an einer bipolaren Störung litt, nahm sich in einer psychiatrischen Klinik das Leben.
Sie wurde 51 Jahre alt.
Der Marie-Zimmermann-Preis für Theaterkritik und das Marie-Zimmermann-Stipendium für Dramaturgie erinnern an sie.